# Els Ministrils del Rosselló
Els Ministrils del Rosselló va ser un grup de música tradicional catalana. Es va formar el 1994 en Ceret i va existir fins al 2012.

## Història

### Components a l'inici del grup (1995)
- Ives Gras (tarota)
- Frederic Guisset (flabiol i tamborí)
- Maties Mazarico (sac de gemecs)
- Vincent Vidalou (tarota prima)

### Components el 2000
- Maties Mazarico (veu, sac de gemecs rossellonès, acordió diatònic, concertina, guitarra, mandola i clarinet de canya, flabiol-tamborí, gralla)
- Ives Gras (tarota, flabiol-tamborí, gralla, acordió diatònic)
- Valérie Malet (veu, flabiol-tamborí, gralla)

#### CD "Memòria" (2005)
El CD "Memòria" és totalment dedicat a la Catalunya del Nord: cançons i melodies, oblidades o no, tretes principalment del repertori de la música tradicional i popular catalana del segle xix. És el primer enregistrament conegut de la borrassa (o sac de gemecs rossellonès) recuperada pel CIMP (Centre Internacional de Música Popular) de Ceret i tocada des del 1995 per Maties Mazarico després de 80 anys d'estar desaparegut.

### A partir del 2006
- Maties Mazarico en primer, Valérie Malet més tard, deixaran progressivament el grup

S'incorporen successivament per tocar amb l'Ives Gras (l'únic músic que queda dels principis del Ministrils del Rosselló):
- Perepau Ximenis, (acordió diatònic, sac de gemecs)
- Albert Dondarza, (violí)
- Laura Plasencia, (veu, violí, bandúrria)